# Yukihiko Ikeda
Yukihiko Ikeda (jap. 池田 行彦 Ikeda Yukihiko; ur. 13 maja 1937 w Kobe, zm. 28 stycznia 2004 w Tokio) – polityk japoński.
Zięć byłego premiera, Hayato Ikedy. Zajmował wysokie stanowiska we władzach Partii Liberalno-Demokratycznej oraz ministerialne, m.in. był szefem Agencji Obrony (1990-1991), a od stycznia 1996 do września 1997 – ministrem spraw zagranicznych. Na okres jego urzędowania przypadła głośna sprawa przetrzymywania zakładników w japońskiej ambasadzie w Limie, do kwietnia 1997.

## Odznaczenia (lista niepełna)
- Wieki Oficer Orderu Zasługi Republiki Włoskiej – 1982, Włochy[1]
- Krzyż Wielki Orderu Infanta Henryka – 1998, Portugalia[2]